# Beyond Cops, Beyond God
Beyond Cops.Beyond God — второй студийный альбом американской брутал-дэт команды Waking the Cadaver, выпущенный 10 августа 2010 года на лейбле Siege of Amida Records.

## Список композиций
1. Beyond Cops 03:53
2. Reign Supreme 03:09
3. Sadistic Tortures 05:02
4. Made in Hell 03:25
5. Boss Status 02:19
6. Terminate with Extreme Prejudice 03:05
7. Suffering upon Revenge 03:26
8. Waking the Cadaver 00:43
9. Beyond God 03:29

## Участники
- Дон Кэпман (вокал)
- Алекс Сарнечки (бас-гитара)
- Джон Хартмэн (гитара)
- Майк Майо (гитара)
- Дэннис Морган (барабаны)